# Neodymi(III) tungstat
Neodymi(III) tungstat là một hợp chất vô cơ, một muối của neodymi và axit tungstic có công thức hóa học Nd2(WO4)3 – tinh thể màu tím nhạt, tan rất ít trong nước, tạo thành tinh thể ngậm nước.

## Điều chế
- Quá trình kết hợp neodymi(III) oxit và vonfam(VI) oxit sẽ tạo ra muối khan:

{\displaystyle {\mathsf {Nd_{2}O_{3}+3WO_{3}\ \xrightarrow {1000^{o}C} \ Nd_{2}(WO_{4})_{3}}}}
- Phản ứng của natri tungstat và neodymi(III) nitrat sẽ tạo muối nonahydrat:

{\displaystyle {\mathsf {3Na_{2}WO_{4}+2Nd(NO_{3})_{3}\ \xrightarrow {} \ Nd_{2}(WO_{4})_{3}\cdot 9H_{2}O\downarrow +6NaNO_{3}}}}

## Tính chất vật lý
Neodymi(III) tungstat tạo thành tinh thể của hệ tinh thể đơn nghiêng, nhóm không gian A 2/a, các hằng số mạng tinh thể a = 1,151 nm, b = 1,159 nm, c = 0,775 nm, β = 109,67°.
Nó không hòa tan trong etanol và aceton, tan ít trong nước.
Muối tạo thành hydrat Nd2(WO4)3·9H2O.